# Chalino Sánchez
Rosalino Sánchez Félix (Sinaloa, 30 augustus 1960 – Culiacán, 16 mei 1992), beter bekend als Chalino Sánchez, was een Mexicaanse zanger, componist en vertolker van corridos. Hij wordt beschouwd als een sleutelfiguur en pionier binnen het narcocorrido-genre. Chalino Sánchez verwierf grote bekendheid in Mexico en onder Mexicaanse gemeenschappen in de Verenigde Staten dankzij zijn rauwe, authentieke stijl en teksten over geweld, drugs en het harde bestaan.

## Biografie

### Jeugd en achtergrond
Chalino Sánchez werd geboren in het dorp Las Flechas in de Mexicaanse deelstaat Sinaloa, als jongste van acht kinderen. Zijn vader overleed toen Chalino zes jaar oud was. Op vijftienjarige leeftijd schoot hij een man dood die zijn zus had verkracht. Uit angst voor wraakacties vluchtte hij naar de Verenigde Staten, waar hij illegaal de grens overstak en zich vestigde in Californië. Daar werkte hij onder meer als coyote (mensensmokkelaar).
In 1984 werd zijn broer Armando vermoord in Tijuana. Deze gebeurtenis inspireerde Chalino om zijn eerste corrido te schrijven, waarmee hij zijn muzikale carrière begon.

### Muzikale loopbaan
In Los Angeles en omstreken begon Chalino in de jaren tachtig zelfgemaakte cassettes te verspreiden met liederen waarin hij waargebeurde verhalen over drugshandel, geweld en het straatleven bezong. Zijn ongeschoolde, maar doorleefde zangstijl en het gebruik van herkenbare Sinaloaanse termen zorgden voor een sterke band met zijn publiek. Later tekende hij een platencontract bij het label Cintas Acuario, waarmee hij zijn muziek verder professionaliseerde.
Zijn populariteit groeide gestaag, mede dankzij optredens in clubs en op feesten waar veel Mexicaanse migranten kwamen. Chalino’s muziek stond symbool voor hun heimwee, maar ook hun trots en identiteit.

### Schietpartij en verdere roem
Op 25 januari 1992 werd Chalino tijdens een optreden in Coachella, Californië, door een toeschouwer beschoten. Hij raakte daarbij gewond, maar overleefde de aanslag. Dit incident versterkte zijn imago als een ‘echte’ verteller van gewelddadige verhalen en gaf zijn carrière een enorme boost.

## Overlijden
Op 15 mei 1992 ontving Chalino tijdens een optreden in Culiacán een briefje, waarvan de inhoud nooit volledig duidelijk is geworden. Kort daarna werd hij na een feest opgehaald door mannen die zich voordeden als politieagenten. De volgende dag, op 16 mei, werd zijn lichaam gevonden langs een weg bij Culiacán: geboeid, geblinddoekt en met twee kogels in het achterhoofd.
De daders van zijn moord zijn nooit geïdentificeerd. Er circuleren verschillende theorieën over een mogelijk verband met zijn muziek of conflicten binnen het criminele milieu.

## Nalatenschap
Chalino Sánchez groeide na zijn dood uit tot een cultheld. Zijn platen bleven populair en inspireerden nieuwe generaties corridozangers. Er verschenen meerdere documentaires en biografieën over zijn leven. Ook zijn zoon Adán Sánchez volgde hem op als zanger, totdat hij in 2004 zelf om het leven kwam bij een auto-ongeluk.
Chalino Sánchez wordt tot op heden herdacht als de “koning van de corridos” en geldt als een sleutelfiguur in de Mexicaanse muziekgeschiedenis.